# 1972 în informatică
- 1971 în informatică — 1972 în informatică — 1973 în informatică

1972 în informatică a însemnat o serie de evenimente noi notabile:

## Premiul Turing
- Edsger Dijkstra